# Trichiorhyssemus fokiensis
Trichiorhyssemus fokiensis är en skalbaggsart som beskrevs av Rudolph Petrovitz 1968. Trichiorhyssemus fokiensis ingår i släktet Trichiorhyssemus och familjen Aphodiidae. Inga underarter finns listade i Catalogue of Life.